# Obergnigl
Obergnigl ist ein Teil des Stadtteils Gnigl der Statutarstadt Salzburg. Der Stadtteil am Stadtrand hat noch gewissen dörflichen Charakter.

## Geographie
Obergnigl liegt im Nordosten der Stadt, etwa 2½ Kilometer vom Stadtzentrum entfernt, an der B158 Wolfgangsee Straße am Eingang in das Guggental, entlang des Fußes von Kühberg und Heuberg und des Alterbachs. Obergnigl umfasst die südöstlicheren Ortslagen des alten Dorfs Gnigl.
Die Umgrenzung von Obergnigl ist der Anfang der Heubergstraße, die Minnesheimstraße (der Anfang der B158),  Versorgungshausstraße – Andrä-Blüml-Straße – Ferdinand-Spannring-Straße – Neuhauserstraße, und der Bergfuß von Kühberg und Heuberg.

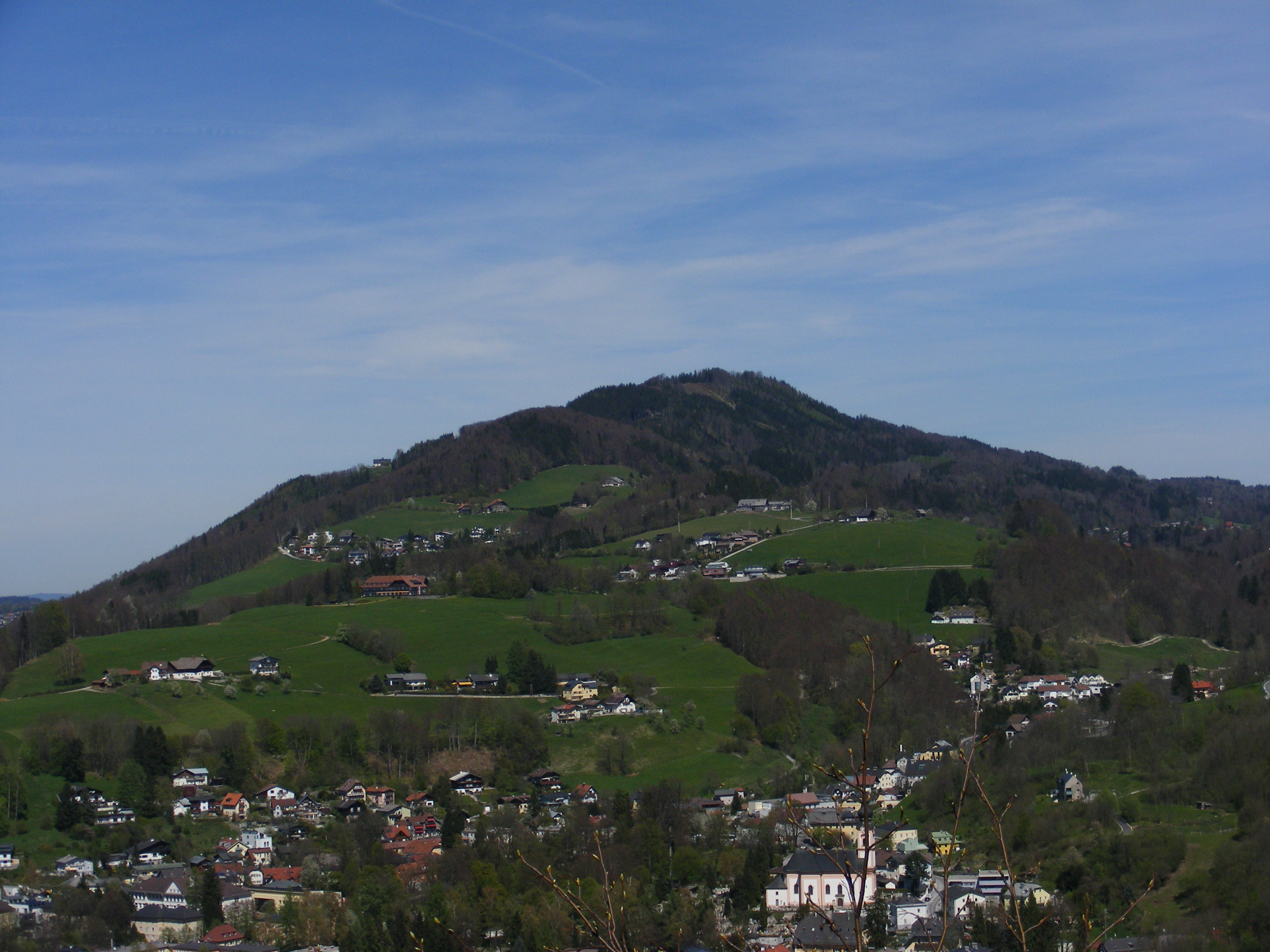
Heuberg, darunter links Niedergnigl (oberer Teil), rechts Obergnigl mit Kirche

| Nachbarortslagen \| \| Niedergnigl \| Heuberg (Stt.) \| \| Neuhauserfeld \| \| Guggenthal (Gem. Koppl, Bez. Sbg.-Umgebung) \| \| Wolfsgarterfeld (Stt. Parsch) \| Kühberg (Stt. Gaisberg) \| \| |                                             |                                             |
| | Niedergnigl                                 | Heuberg (Stt.)                              |
| Neuhauserfeld | Kompassrose, die auf Nachbargemeinden zeigt | Guggenthal (Gem. Koppl, Bez. Sbg.-Umgebung) |
| Wolfsgarterfeld (Stt. Parsch) | Kühberg (Stt. Gaisberg)                     |                                             |

## Geschichte

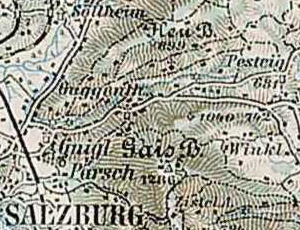
„Gnigl, Guggenth.“ Franzisco-Josephinische Landesaufnahme, Blatt 31–48 Salzburg, um 1900

Schloss Neuhaus wurde vermutlich Wende 12./13. Jahrhundert erbaut, war seit dem 14. Jahrhundert Eigentum des Fürsterzbistums und Sommersitz, und ab 1508 Pfleggericht und später Landgericht für den ganzen Osten bis Eugendorf und Schloss Ursprung. Gnigl wurde Hofmark.
Im Mittelalter war das stadtnahe Obergnigl vor allem als Mühlenstandort am Alterbach wichtig, wo neben Getreidemühlen auch verschiedene  Schmieden und Eisenhammer standen. Etliche alte Mühlen dieses Mühlendorfes sind erhalten, etwa die Freyhammermühle (in Niedergnigl), die Gmahlmühle, Glockmühle, Sturmmühle, Kirchtagsmühle, Staudenböckmühle, Haselbachermühle oder die Schnoderbacher Mühle. Seit etwa 1485 führen von hier die ersten noch hölzernen Wasserleitungen in die Stadt Salzburg, die seit 1488 das Wasser über die Stadtbrücke bis zum Marktbrunnen auf dem heutigen Alten Markt brachte.
Eine erste Messkapelle St. Michael dürfte seit dem Mittelalter bestanden haben (1585 urkundlich), 1731–38 wurde die heutige Pfarrkirche erbaut. Ab 1699 (mit Aigen) Pfarrkuratie, wurde Gnigl 1857 Pfarrei.
Im Laufe des Mittelalters und der frühen Neuzeit wurde Weg nach Ebensee ins Salzkammergut (Salz) und zum steirischen Erzberg (Eisenstraße) wichtig, die Grazer Reichsstraße oder Ebenseer Straße, später, als das Salzkammergut als Tourismusregion wichtig wurde, Wolfgangseestraße musste hier eine schwere Steilstufe nach Guggenthal überwinden. Erst seit den 1930ern gibt es hier zwei Serpentinen, Radauerkurven genannt. Gleichzeitig wurde die Bundesstraße auch direkt quer durch den alten Minnesheimpark gelegt (heutige Minnesheimstraße).
1875 wurde dann die Giselabahn (Salzburg-Tiroler-Bahn) errichtet, womit die Ortsentwicklung einsetzte, 1935 kam Gnigl zu Salzburg, 1939 auch die Gebiete am Heuberg.
Heute ist Obergnigl mit der Stadt weitgehend verwachsen, hat sich aber gewisse Dörflichkeit bewahrt.

## Verkehr und Infrastruktur
Hauptstraßenverkehrsachse ist die B158 Wolfgangsee Straße, hier Minnesheimstraße – Grazer Bundesstraße.
Obergnigl ist mit den Obuslinien 2 (Haltestellen Reisenbichlerstraße, Volksschule Gnigl, Obergnigl), und der Autobuslinien 23 (Hauptbahnhof – Sam – Obergnigl, letztere beide Haltestellen, teils auch weiter Fadingerstraße/Parsch) und 151 (Mirabellplatz – Obergnigl – Gaisbergspitze) erreichbar. Auch der Bahnbus, Regionalbuslinien nach St. Gilgen (Kurs 150) bedient den Stadtteil, Haltestellen Volksschule Gnigl und Salzburg Kühberg kurz vor der Stadtgrenze.

## Kultur und Sehenswürdigkeiten
- Die Pfarrkirche St. Michael ist eine Rokoko-Kirche mit Zwiebelhelm, erbaut 1731–1738, unter Fürsterzbischof Firmian. Die erste Kirche stammte wohl aus dem Mittelalter (urkundlich 1585). Ab 1697/98 wurde eine Kopie des Gnadenbildes Maria Pötsch dargestellt, und die Kirche wurde zum Wallfahrtsort.
- Der heutige Friedhof wurde 1699 angelegt, und mehrmals erweitert. In der Totenkapelle im Friedhof steht ein Allerseelen-Kulissenaltar, die fein beschrifteten Totenschädel werden in Holzkästchen aufbewahrt.
- Die Luggaukapelle (Unsere Liebe Frau am Schnoderbach) wurde nach 1699–1701 an der Guggenthalerstraße erbaut. Ein Müllermeister hatte 1690 angesichts des Gerüsteinsturzes, der ohne bleibende Schäden für die stürzenden Arbeiter blieb, das Gelöbnis zum Bau der Kapelle gegeben. Der dortige kleine Altar zeigt das Bild der Maria Luggau (1690), das zuerst in einer Mauernische angebracht war (Denkmalschutz).
- Staudingers Kunst-Mühle (ursprünglich Aumühle, auch Mosermühle, Moosmühle, Staudingermühle, Mühlstr. 2–4) liegt am Alterbach, ist zuerst am Beginn des 15. Jahrhunderts im Urbar des Schlosses Neuhaus erwähnt und besitzt einen spätgotischen Kern. Die zugehörige barocke Wegkapelle wurde im Jahr 1730 errichtet. Das Wohnhaus mit vielen bemerkenswerten Baudetails ist mit der eigentlichen großzügig gebauten Mühle über einen gedeckten Übergang verbunden (Denkmalschutz).
- Der Minnesheimpark, die Reste des Schlossparks. Eine sehenswerte Figurengruppe (Die vier Jahreszeiten) ist derzeit andernorts verwahrt.

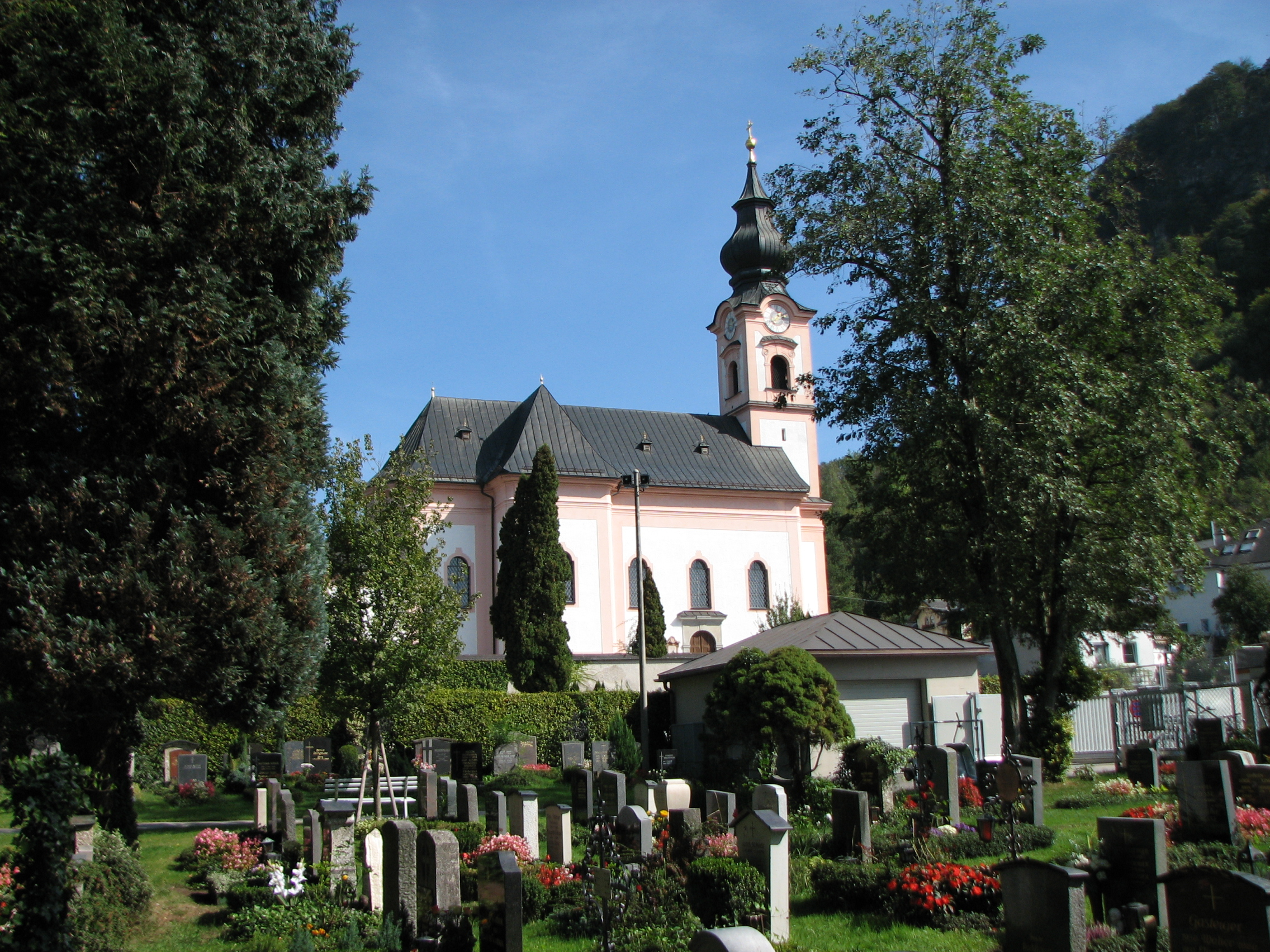
Pfarrkirche
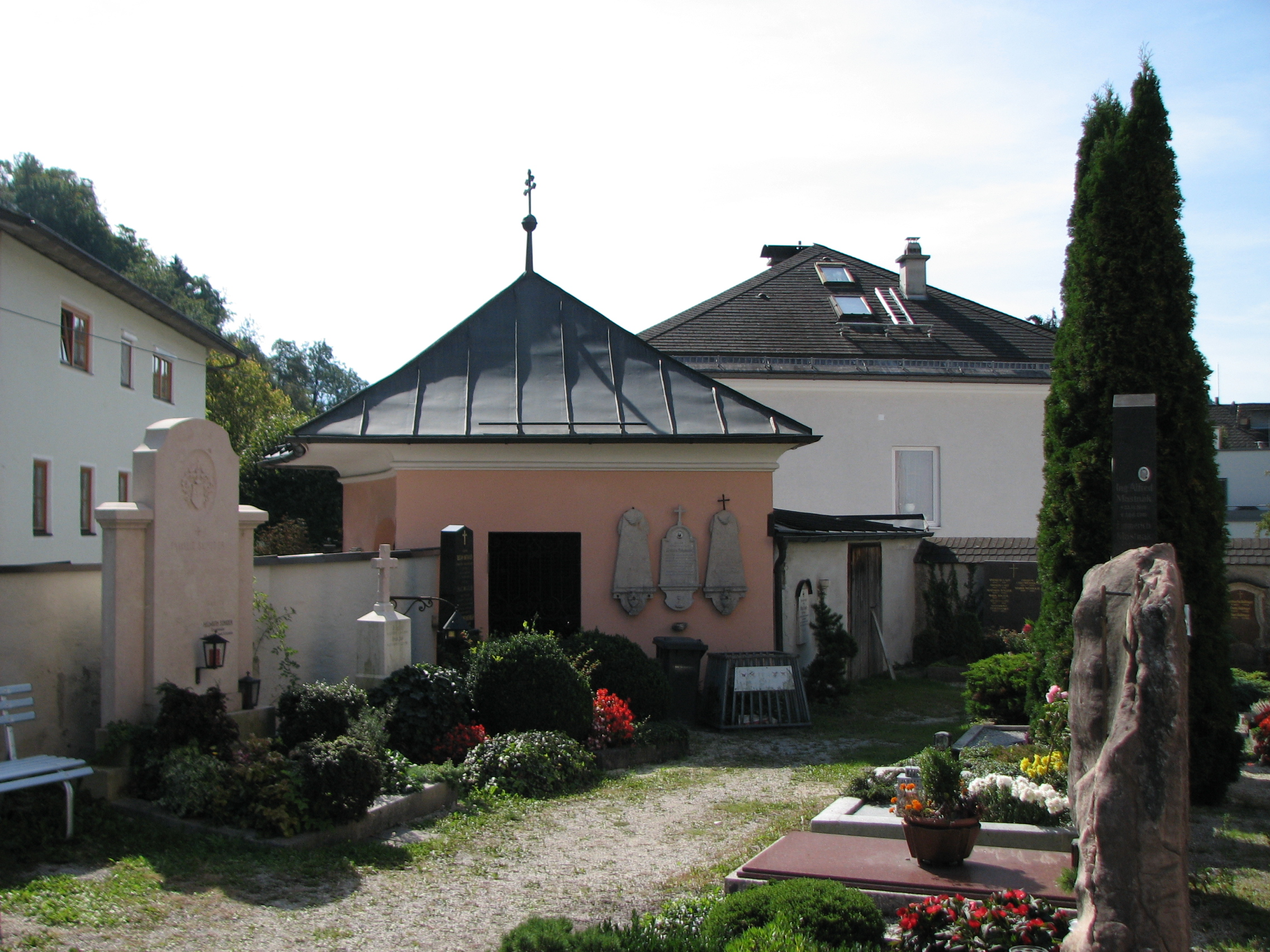
Friedhof mit Kapelle
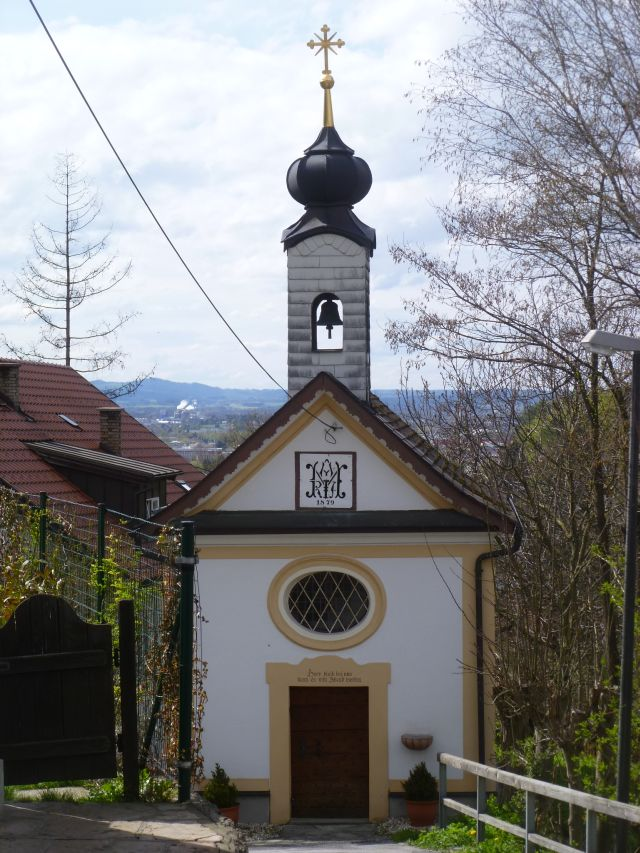
Luggaukapelle
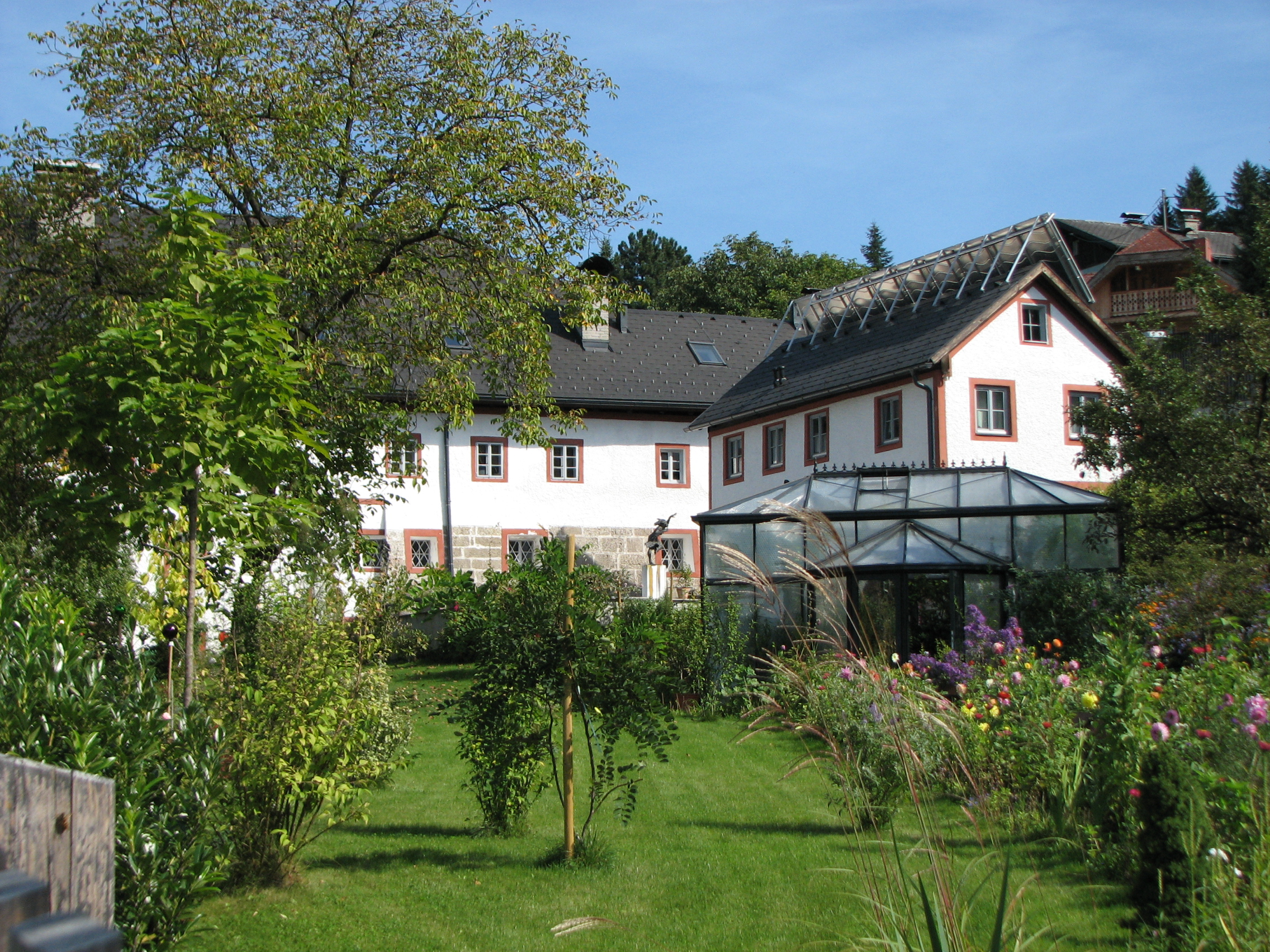
Staudingers Kunstmühle

## Nachweise
- Sabine Veits-Falk, Thomas Weidenholzer, Martin Zehentner (Buchgestaltung): Gnigl, mittelalterliches Mühlendorf, Gemeinde an der Eisenbahn, Salzburger Stadtteil. Gnigler Stadtteilchronik. Eigenverlag Verein Stadtteilentwicklung Gnigl-Langwied-Sam, Salzburg  2010, ISBN 978-3-900213-13-8.
- 50101 – Salzburg. Gemeindedaten der Statistik Austria

1. ↑  Raphael Kleinsorg: Abriß der Geographie: Zum Gebrauche in und außer Schulen. … der die Geographie von Asia, Afrika, Amerika und Australien, nebst einem Abriße der Geschichte und Geographie des Erzstiftes Salzburg, und einer Anleitung zur Welt- und Globus-Kunde enthält. Band 2. Verlag Duyle, 1797, II. Gerichte um die Hauptstadt her: 2) Pfleg- und Landgericht Neuhaus oder Gnigl, S. 55 (Google eBook, vollständige Ansicht – Gesamtausgabe S. 330).
2. ↑  Liniennetz- und Umgebungspläne, Salzburger Verkehrsverbund, svv-info.at (diverse Pläne, pdf)
3. ↑  vergl. Buslinie 150. In: Salzburger Nachrichten: Salzburgwiki.